# Àngels Ribé i Pijuan
Àngels Ribé i Pijuan   (Barcelona, 1943) és una artista conceptual catalana, considerada una de les més rellevants de l'art conceptual dels anys 70. Amb una forta presència internacional, ha exposat o col·laborat al costat d'artistes com Vito Acconci, Laurie Anderson, John Baldessari, Hans Haacke, Gordon Matta-Clark, Lawrence Weiner, Hanna Wilke, Martha Wilson o Krzysztof Wodiczko, entre molts d'altres.
A nivell nacional podem relacionar l'Àngels Ribé amb noms com Eugènia Balcells (que va exposar en l'Espai 10 de la Fundació Joan Miró el mateix any (1983) que Àngels Ribé), Eulàlia Grau, Sílvia Gubern, Fina Miralles o Olga Pijoan, amb les que comparteix tant sexe i generació
com inquietuds a nivell conceptual i temàtic. Totes formen part d'un grup d'artistes que van marcar els processos per cercar noves maneres de fer art, d'observar-ho, buscant uns nous valors i una nova societat a la darreria dels anys 70. Més concretament l'art d'Àngels Ribé es basa a explorar les lògiques minimalistes amb el seu cos i la natura, entre d'altres.

## Biografia
De formació autodidacta, va començar la seva carrera professional el 1967, quan es va instal·lar a París per estudiar sociologia. Poc després, va participar dels moviments del maig del 68, i va entrar al taller d'escultura de Piotr Kowalski, un arquitecte i escultor polonès associat a l'experimentació de l'acte de la creació i que utilitza materials electrònics i lluminosos. Inicialment va començar a fer ceràmica, tot i que de seguida es va dedicar a l'escultura. Va començar a crear peces, escultures o instal·lacions conceptuals, per anar progressivament evolucionant cap a accions o performances, on no existia peça artística i l'artista treballava amb l'espai o el seu propi cos; l'autoria de les seves obres quedava lligada al nom A. Ribé, així volia intentar desfer-se de les connotacions de gènere. A l'inici de la seva carrera Ribé es fixava en artistes com Robert Morris, Hans Haacke o Walter de Maria, entre d'altres. L'any 1969 Ribé va participar en La Fête al castell de Verderonne, a prop de París, on va presentar un laberint circular de plàstic groc transparent. El 1972 es va instal·lar a Chicago fins que a final de 1973 es va traslladar a Nova York on es va establir un temps. Allà, les seves obres són marcadament efímeres i conceptuals, i la natura hi té un paper destacat. L'any 1975 va contribuir amb l'escriptura d'un article a la revista TriQuarterly (número 32, hivern 1975) dedicat a l'«Anti-Object Art» i va participar en cinc convocatòries dels «Encuentros Internacionales de Video», trobades organitzades pel CAYC entre 1975 y 1976. Quan encara vivia a Nova York, l'any 1979 va rebre un encàrrec per a l'escola de magisteri de Sant Cugat del Vallès i va realitzar l'obra Ornamentació. Tornaria a Barcelona el 1980, on es va dedicar fonamentalment a la pintura; Al voltant dels anys 80 la reputació de l'art conceptual va baixar, i l'artista va tornar a Barcelona, però no va tenir una molt bona acollida pel sector local. A partir de llavors i ja en els anys noranta realitza obres més properes a la instal·lació que a l'escultura i retorna a una certa incorporeïtat amb els llums de neó, sense oblidar mai el component volumètric, molt present en el seu recorregut artístic. El 2013 va entrar a formar part del Consell Assessor de l'Arts Santa Mònica.

## Obra

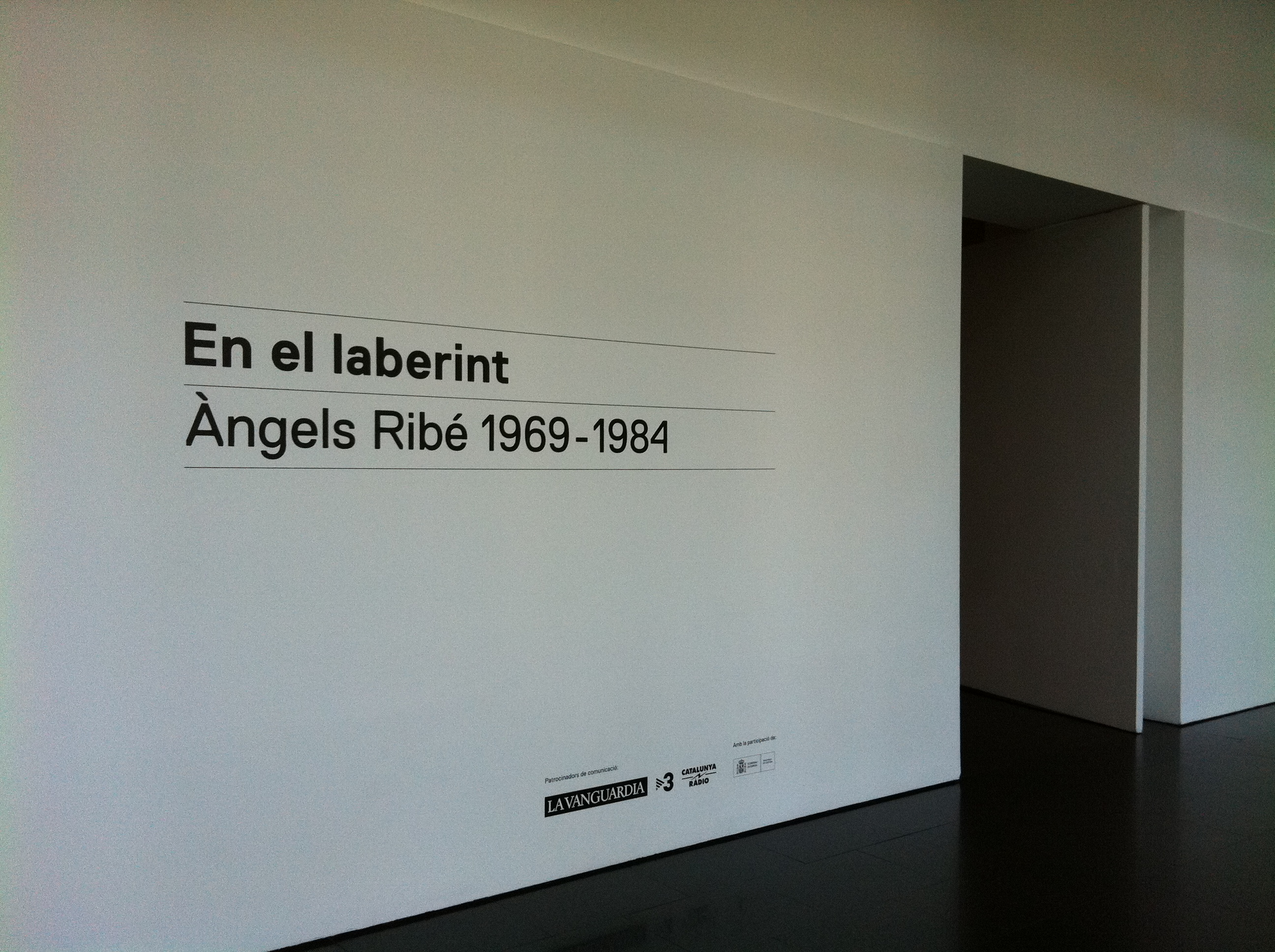
Entrada a l'exposició celebrada al MACBA el 2011

En els treballs d'Àngels Ribé, contextualitzats en l'art conceptual de finals dels anys 60 i dels anys 70, el cos de l'artista intervé en la definició de l'acció. Inicialment aquestes obres es van crear amb materials poc tradicionals; s'entén com un espai d'experimentació fenomenològica, que intenta socialitzar i integrar l'espectador, convidant-lo sovint a intervenir amb la peça> o investigant els possibles diàlegs entre elements com l'aigua i l'escuma o la llum i l'ombra. Ribé, progressivament, es va dedicar a qüestionar l'obra d'art com a material artístic, menyspreant l'objecte i passant a fer servir l'espai o el mateix cos com a entorn de treball, investigació o anàlisi, i començant a fer instal·lacions i performances, caracteritzades per la contingència, on la possibilitat que una cosa pogués passar o no, remarcava l'aspecte efímer de l'actuació. El que podem dir és que va establir un discurs on la relació amb l'àmbit espacial i el moment determinat era permanent, sense cap necessitat de línies reals; és aquesta força, que abasta i fa visible les relacions entre cos i espai sumat a la geometria, la que caracteritza la major part de la seva obra. A mitjan anys vuitanta la maduresa de l'edat ja li reclama anar-hi per un camí diferent de la creació artística. A Catalunya, hi ha obra seva a la Fundació Vila Casas i al MACBA. Des del 14 de març de 2014 fins al 25 de maig del 2014, la Fundació Joan Miró compta amb una exposició anomenada Haver fet un lloc on els artistes tinguin dret a equivocar-se. Històries de

l'Espai 10 i l'Espai 13 de la Fundació Joan Miró, on es revisita l'obra d'artistes que han passat per
aquests espais creatius, entre ells trobem a Àngels Ribé amb la seva producció Escultures
presentada per primer cop l'any 1983, i portada de nou a un present on encara es conserva el
potencial i la força artística d'una dona del seu temps.

## Obres destacades

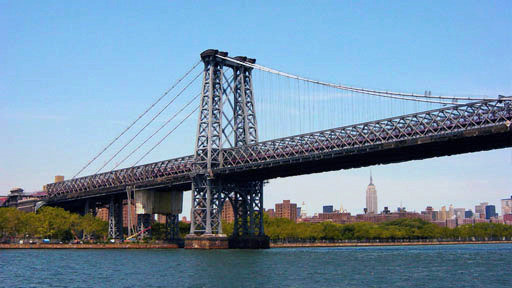
El pont de Williamsburg connecta el barri de Brooklyn amb la zona inferior de Manhattan. En aquest pont Ribé va realitzar la seva sèrie Two Main Subjective Points on an Objective Trajectory

- Laberint (1969) : Peça de plàstic transparent de color groc, concebuda com a escultura participativa, que es va crear per a una celebració al Castell de Verderonne, amb l'objectiu d'esdevenir un element interactiu dins l'esdeveniment, creant un recorregut sensorial dins del laberint. El 2011 és la peça va reconstruir al Museu d'Art Contemporani de Barcelona, amb motiu de l'exposició En el laberint. Àngels Ribé 1969-1984.[20] La versió presentada al MACBA fou una adaptació, presentant dos accessos i múltiples recorreguts possibles. Segons Teresa Grandas, Ribé relaciona el laberint amb la visió que en tenia d'ell Jorge Luis Borges, és a dir, com un símbol de perplexitat.[15]
- Acció al parc (1969) : Escultura creada amb un tub de conducció d'aire per a avions i col·locada en mig d'un parc a Montrouge, a París, dissenyada perquè els nens hi juguessin amb ella i l'anessin transformant. L'artista va anar fotografiant l'acció.[15]
- Escuma (1969) : Fotografies d'acumulacions d'escuma en parets i enmig del mar
- Intersecció de llum, Intersecció de pluja i Intersecció d'onada (1969) : Sèries de fotografies que evidencien elements ocults o transitoris.[21]
- 3 punts (1970 - 1973) : Sèries de fotografies
- Comunicació actual (1972) : L'Hospitalet de Llobregat
- Transport d'un raig de llum (1972) : Acció on l'artista feia servir el cos com a contenidor per a transportar la llum
- Invisible Geometry 3 (1973): escultura geomètrica feta amb el moviment simètric dels ulls.
- Light Interaction i Wind Interaction (1973) : Anàlisi de dues fonts d'energia fora del seu entorn habitual[21]
- Performance (1974) a la N.A.M.E Gallery de Chicago
- Performance (1974) a la Vehicule Galerie de Mont-real.
- Two Main Subjective Points on an Objective Trajectory (1975): Sèrie de fotografies on l'artista retratava el recorregut que feia diàriament al llarg del pont de Williamsburg, a Nova York.
- Can't Go Home (1977) : instal·lació que convida a reflexionar sobre la dualitat, contraposant passat i futur.
- Amagueu les nines, que passen els lladres : Instal·lació presentada a la Galeria G de Barcelona
- Triangle (1978) : Pel·lícula[22]
- Ornamentació (1979) : Sèrie de diapositives de Barcelona on es veuen formes ornamentals.
- Paisatge (1983), pintura escultòrica

## Exposicions rellevants
| Any  | Títol                                                                                    | Lloc                                              | Ciutat                |
| ---- | ---------------------------------------------------------------------------------------- | ------------------------------------------------- | --------------------- |
| 1969 | Laberint                                                                                 | Centre Artístique de Verderonne                   | París                 |
| 1975 | Two Main subjective Pints on an Objective Trajectory                                     | 3 Mercer St. Gallery                              | Nova York             |
| 1977 | Can't Go Home                                                                            | C Space Gallery                                   | Nova York             |
| 1977 | Amagueu les nines que passen els lladres                                                 | Galeria G                                         | Barcelona             |
| 1977 | El viatge: primera part: No es pot tornar                                                | Espai Tres. Acadèmia de Belles Arts de Sabadell   | Sabadell              |
| 1978 | I demà encara plourà, encara que els elefants tinguin por (perquè tenen els ulls petits) | Espai 10 (Fundació Joan Miró)                     | Barcelona             |
| 1979 | E la forma                                                                               | Universitat Autònoma de Barcelona                 | Bellaterra            |
| 1979 | Ornamentació                                                                             | Escola Universitària de Professorat               | Sant Cugat del Vallès |
| 1979 | Ornamentation: the unrelated Object                                                      | C Space Gallery                                   | Nova York             |
| 1980 | Bajo el…                                                                                 | Sala de Cultura de la Caja de Ahorros de Pamplona | Pamplona              |
| 1983 | Escultures                                                                               | Espai 10, Fundació Joan Miró                      | Barcelona             |
| 1998 | Angels Ribé 1997                                                                         | Centre d'Art Santa Mònica. Espai Vau              | Barcelona             |
| 1998 | El terrat                                                                                | Galeria Senda                                     | Barcelona             |
| 2003 | Àngels Ribé                                                                              | Fundació Vila Casas, Espai VolART                 | Barcelona             |
| 2011 | En el laberint. Àngels Ribé 1969-1984                                                    | MACBA                                             | Barcelona             |

## Premis i reconeixements
- 2002 - Premi d'escultura de la Fundació Vila Casas.[26]
- 2012 - Premi Nacional de Cultura (CoNCA, GenCat)[27]
- 2019 - Premi Honorífic GAC[28]
- 2019 - Premi Nacional d'Arts Plàstiques. Ministeri de Cultura.[29]